# Count Your Blessings (Bring Me the Horizon)
Count Your Blessings è il primo album in studio del gruppo musicale britannico Bring Me the Horizon, pubblicato nel 2006 dalla Visible Noise Records e dalla Earache Records.
Nel 2016 l'album è stato ripubblicato dalla Epitaph Records anche in formato LP.

## Tracce
1. Pray for Plagues – 4:21
2. Tell Slater Not to Wash His Dick – 3:30
3. For Stevie Wonder's Eyes Only (Braille) – 4:29
4. A Lot Like Vegas – 2:09
5. Black and Blue – 4:33
6. Slow Dance – 1:16
7. Liquor and Love Lost – 2:39
8. (I Used to Make Out with) Medusa – 5:39
9. Fifteen Fathoms, Counting – 1:56
10. Off the Heezay – 5:39

Traccia bonus nella versione Hot Topic
1. Eyeless – 4:04 – originariamente interpretata dagli Slipknot

## Formazione
- Oliver Sykes – voce
- Lee Malia – chitarra
- Curtis Ward – chitarra
- Matt Kean – basso
- Matt Nicholls – batteria